# 名取市震災メモリアル公園
名取市震災メモリアル公園（なとりししんさいめもりあるこうえん）は、宮城県名取市にある公園である。東北地方太平洋沖地震（東日本大震災、以下「震災」と略記）によって犠牲となった人の追悼・鎮魂の場であるとともに、かつての閖上の姿に想いを馳せて甚大な被害の記憶や教訓を継承し、震災からの復興を祈念するための震災復興公園として整備された。

## 施設
日和山・震災慰霊碑を中心に「日和山ゾーン」「祈りのゾーン」「遺構と伝承ゾーン」「海を望む丘ゾーン」「憩いのゾーン」の計5つのエリアから成り立っている。
慰霊碑は津波と同じ高さである8.4ｍの全高で、震災で犠牲になられた方が天に昇っていくイメージを表すと共に、復興に向けた決意を新たにする気持ちを込め、「種の慰霊碑」から発芽した「芽生えの塔」が上へ上へと伸びていく姿を表現している。

## ギャラリー

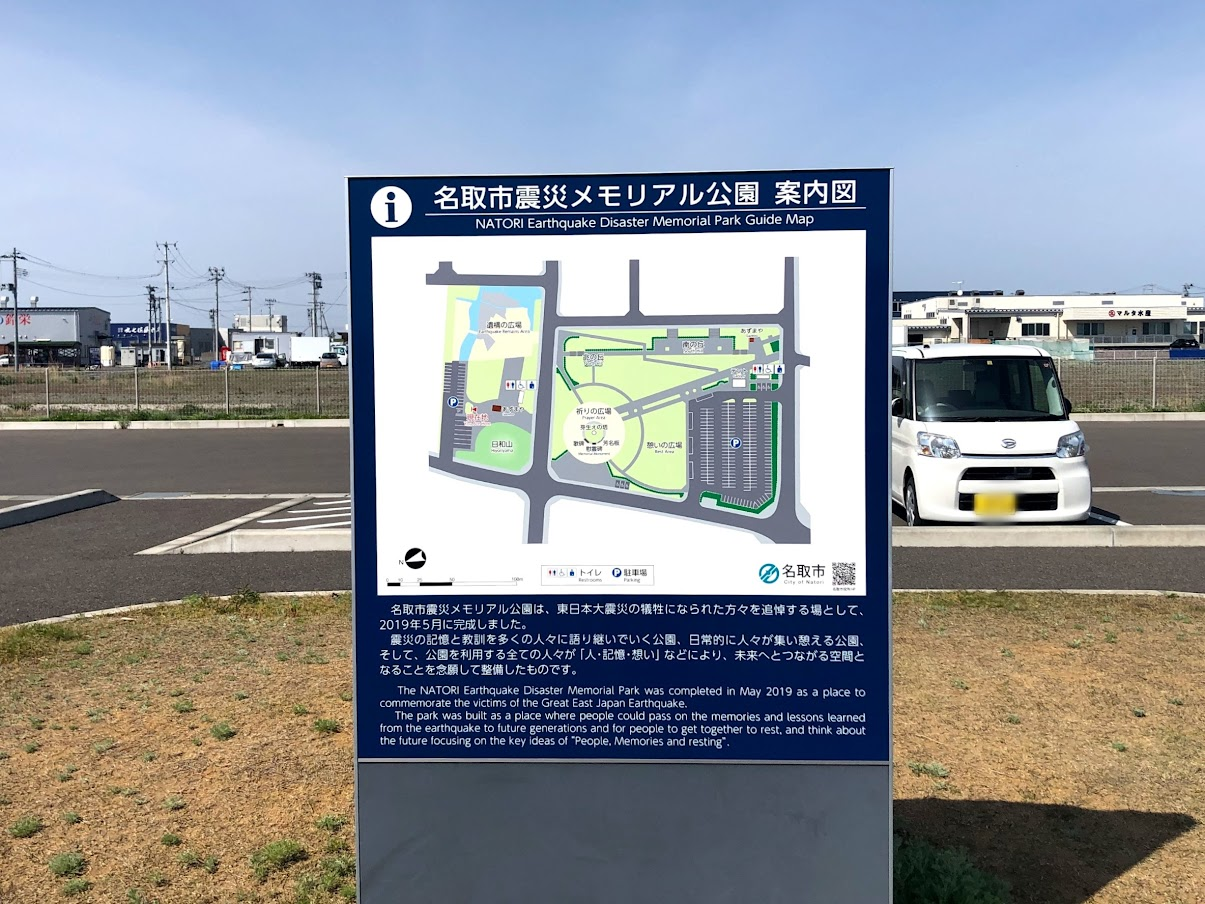
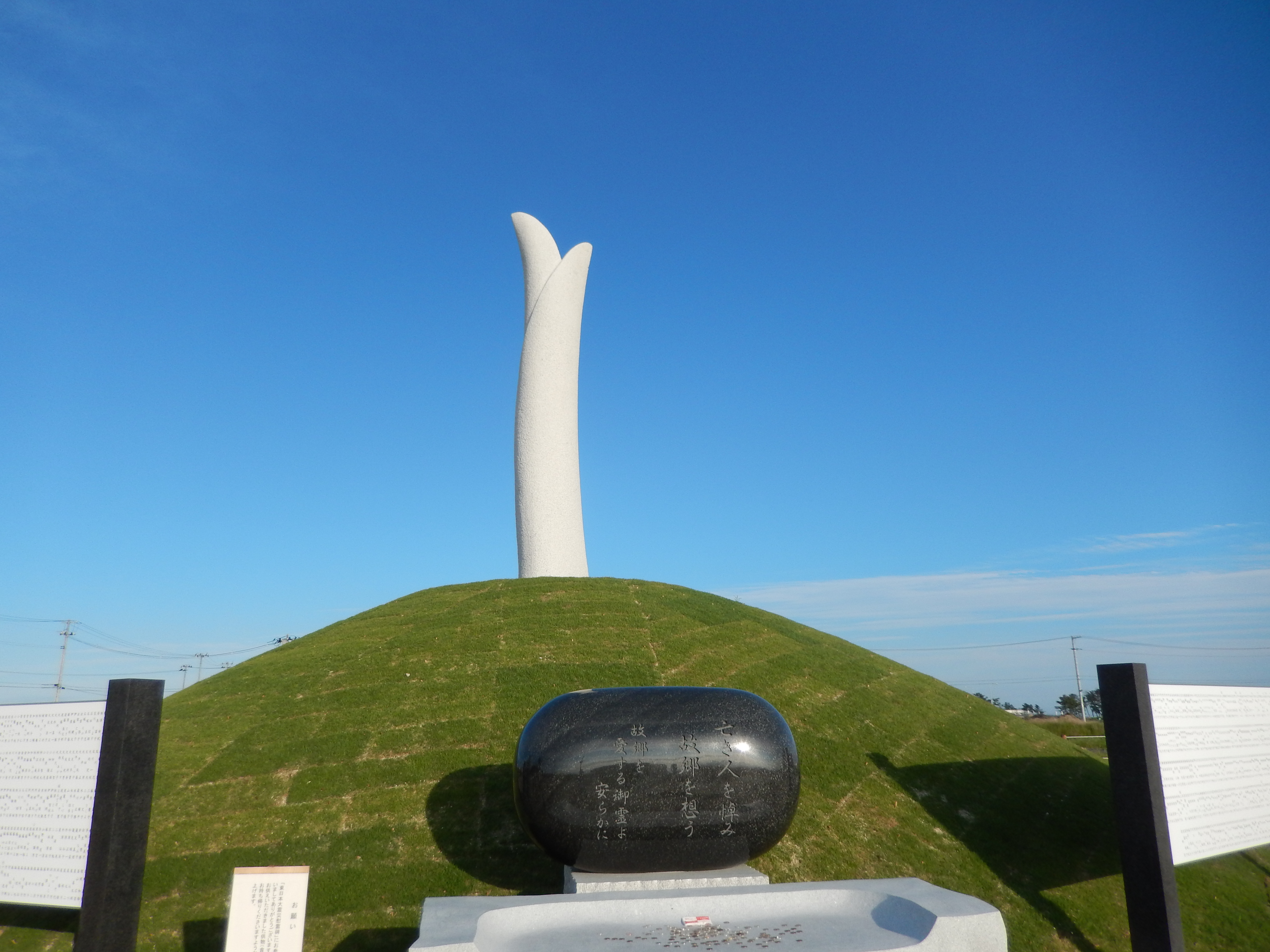
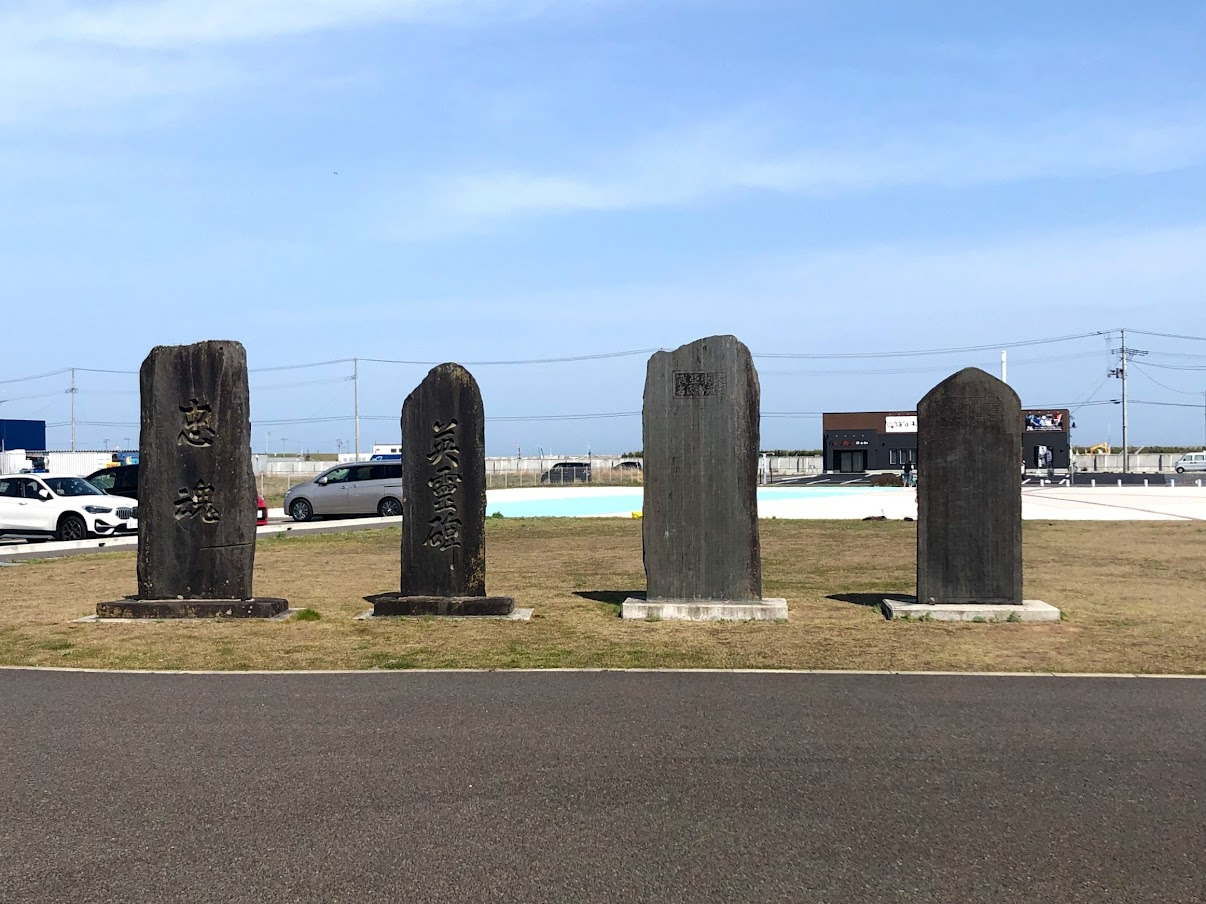

## アクセス
- 自動車

仙台東部道路・名取ICから2.1km。
震災メモリアル公園に駐車場が整備されている。
- バス

JR名取駅前より、名取市バス「なとりん号」閖上線に乗り、「震災メモリアル公園」バス停下車。
- 徒歩

美田園駅から60分。

## 周辺
- 名取市震災復興伝承館
- ゆりあげ港朝市
- かわまちてらす閖上